# Congrès Solvay
Pour les articles homonymes, voir Solvay.

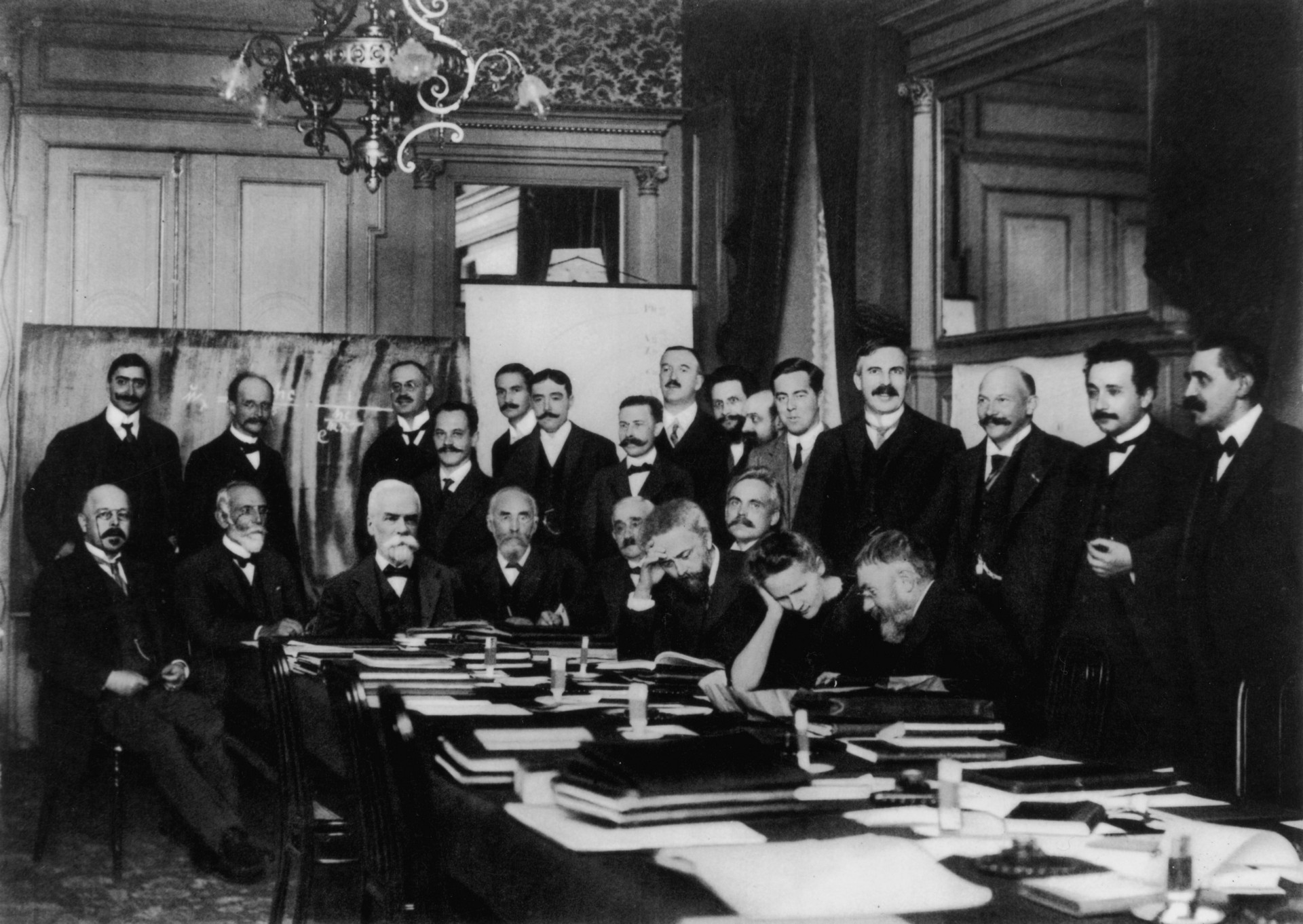
Participants au premier Congrès Solvay de 1911.
1 Walther Nernst. 2 Robert Goldschmidt. 3 Max Planck. 4 Marcel Brillouin. 5 Heinrich Rubens. 6 Ernest Solvay. 7 Arnold Sommerfeld. 8 Hendrik Antoon Lorentz. 9 Frederick Lindemann. 10 Maurice de Broglie. 11 Martin Knudsen. 12 Emil Warburg. 13 Jean-Baptiste Perrin. 14 Friedrich Hasenöhrl. 15 Georges Hostelet. 16 Édouard Herzen. 17 James Hopwood Jeans. 18 Wilhelm Wien 19 Ernest Rutherford. 20 Marie Curie. 21 Henri Poincaré. 22 Heike Kamerlingh Onnes. 23 Albert Einstein 24 Paul Langevin.

Les congrès Solvay (aussi appelés conseils Solvay et conférences Solvay, ou encore comités Solvay) sont des conférences scientifiques en physique et en chimie qui se tiennent depuis 1911. Au début du XXe siècle, ces conseils, réunissant les plus grands scientifiques de l'époque, permirent des avancées importantes en mécanique quantique. Ils furent organisés grâce au mécénat d'Ernest Solvay, un chimiste et industriel belge.
Les Conseils Solvay sont organisés depuis la Première Guerre mondiale selon un cycle de trois ans : conseil de physique la première année, aucune conférence la deuxième et conseil de chimie la troisième. Ce cycle a cependant été perturbé à quelques reprises au cours de l'Histoire.

## Conseils Solvay de physique
Depuis 1911, vingt-huit congrès Solvay de physique ont eu lieu, dont sept avant la Seconde Guerre mondiale. 
La première conférence, sous la houlette de Hendrik Lorentz, qui eut pour thème « La théorie du rayonnement et des quanta », eut lieu du 30 octobre au 3 novembre 1911 à l'hôtel Métropole à Bruxelles.
Ces congrès virent les plus grands physiciens du début du XXe siècle débattre sur la toute récente mécanique quantique. Le congrès de 1933 introduisit le neutron dans la communauté scientifique. Le congrès qui se tint en 1927 à Bruxelles est resté célèbre à cet égard, et c'est également à ces conférences qu'Einstein et Lorentz se sont rencontrés. Pendant longtemps, Marie Curie fut la seule femme à avoir participé à un congrès Solvay.
Au XXIe siècle, les conseils Solvay sont organisés par les Instituts internationaux Solvay.
| N° | Année | Matières et thèmes                                                             | Président                          |
| -- | ----- | ------------------------------------------------------------------------------ | ---------------------------------- |
| 1  | 1911  | La théorie du rayonnement et des quanta                                        | Hendrik Lorentz (Leyde)            |
| 2  | 1913  | La structure de la matière                                                     | Hendrik Lorentz (Leyde)            |
| 3  | 1921  | Atomes et électrons                                                            | Hendrik Lorentz (Leyde)            |
| 4  | 1924  | Conductibilité électrique des métaux et problèmes connexes                     | Hendrik Lorentz (Leyde)            |
| 5  | 1927  | Électrons et photons                                                           | Hendrik Lorentz (Leyde)            |
| 6  | 1930  | Le magnétisme                                                                  | Paul Langevin (Paris)              |
| 7  | 1933  | Structure et propriétés des noyaux atomiques                                   | Paul Langevin (Paris)              |
| 8  | 1948  | Les particules élémentaires                                                    | William Lawrence Bragg (Cambridge) |
| 9  | 1951  | L'état solide                                                                  | William Lawrence Bragg (Cambridge) |
| 10 | 1954  | Les électrons dans les métaux                                                  | William Lawrence Bragg (Cambridge) |
| 11 | 1958  | La structure et l'évolution de l'univers                                       | William Lawrence Bragg (Cambridge) |
| 12 | 1961  | La théorie quantique des champs                                                | William Lawrence Bragg (Cambridge) |
| 13 | 1964  | Structure et évolution des galaxies                                            | Robert Oppenheimer (Princeton)     |
| 14 | 1967  | Problèmes fondamentaux en physique des particules                              | Christian Møller (Copenhague)      |
| 15 | 1970  | Propriétés de symétrie des noyaux                                              | Edoardo Amaldi (Rome)              |
| 16 | 1973  | Astrophysique et gravitation                                                   | Edoardo Amaldi (Rome)              |
| 17 | 1978  | Ordre et fluctuations en mécanique statistique à l'équilibre et hors équilibre | Léon van Hove (CERN)               |
| 18 | 1982  | Physique des hautes énergies                                                   | Léon van Hove (CERN)               |
| 19 | 1987  | Science des surfaces                                                           | F. W. de Wette (Austin)            |
| 20 | 1991  | Optique quantique                                                              | Paul Mandel (de) (Bruxelles)       |
| 21 | 1998  | Dynamique des systèmes et irréversibilité                                      | Ioannis Antoniou (Bruxelles)       |
| 22 | 2001  | Physique de la communication                                                   | Ioannis Antoniou (Bruxelles)       |
| 23 | 2005  | Structure quantique de l'espace et du temps                                    | David J. Gross (Santa Barbara)     |
| 24 | 2008  | Théorie quantique de la matière condensée                                      | Bertrand Halperin (Harvard)        |
| 25 | 2011  | La théorie du monde quantique                                                  | David J. Gross                     |
| 26 | 2014  | Astrophysique et cosmologie                                                    | Roger Blandford (Stanford)         |
| 27 | 2017  | Physique de la matière vivante : espace, temps et information en biologie      | Boris Shraiman (Santa Barbara)     |
| 28 | 2022  | The physics of quantum information                                             |                                    |

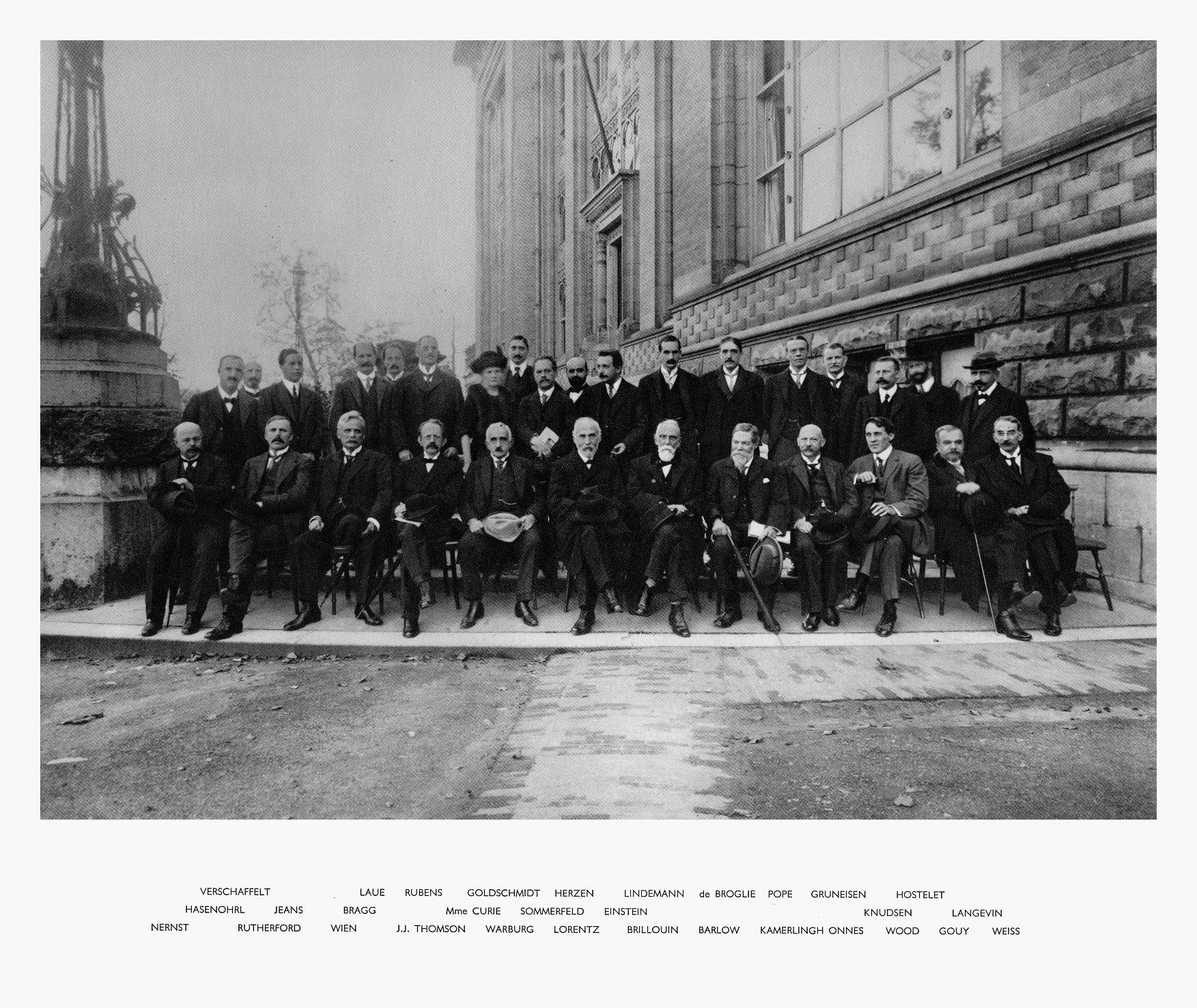
Deuxième Congrès Solvay de physique, 1913.
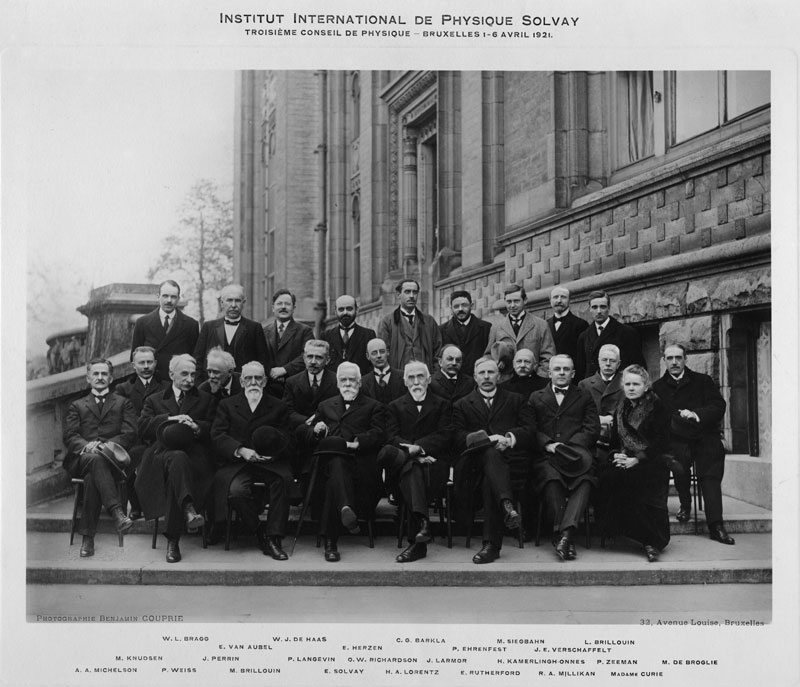
Troisième Congrès Solvay de physique, 1921.
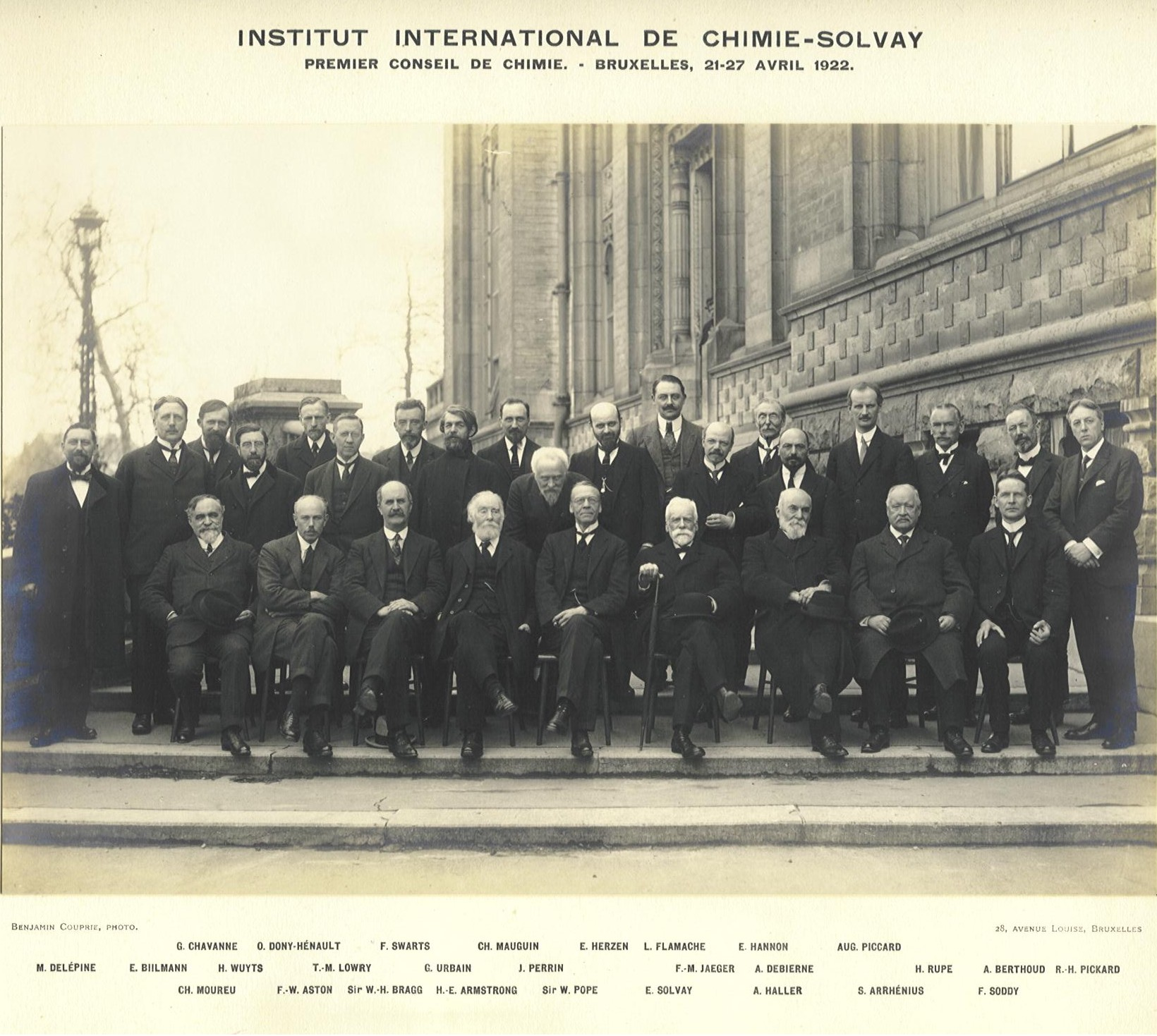
Premier Congrès Solvay de chimie, 1922.
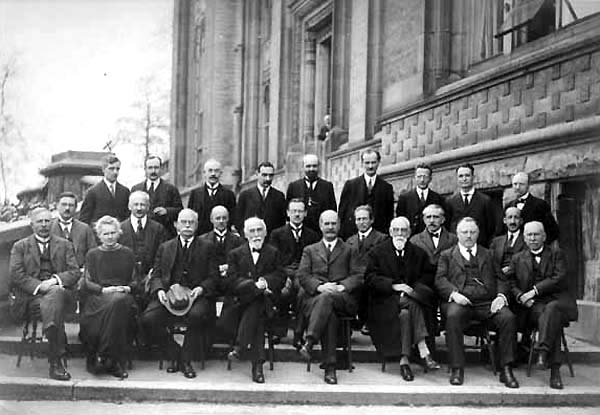
Quatrième Congrès Solvay de physique, 1924.
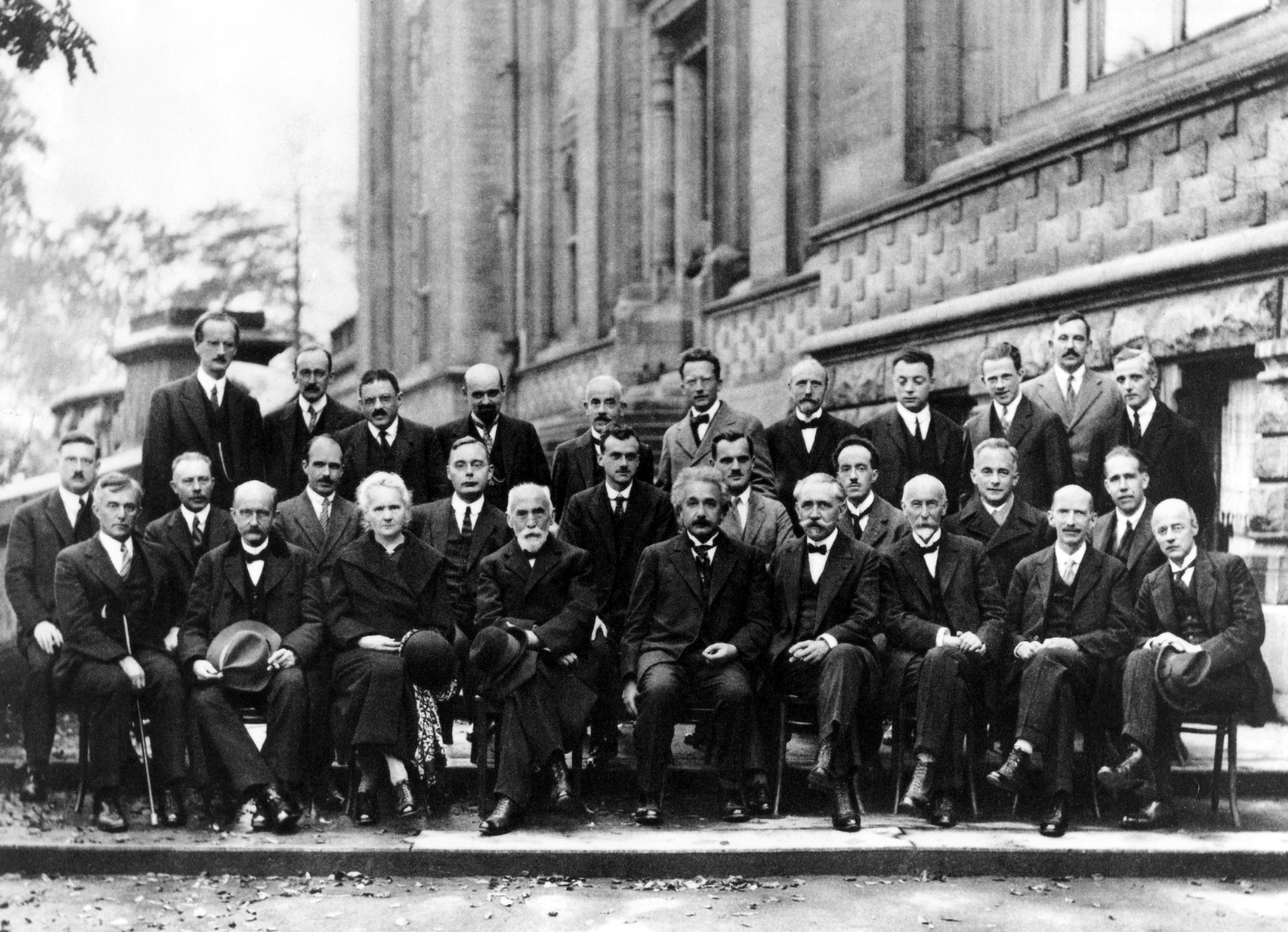
Cinquième Congrès Solvay de physique, 1927.
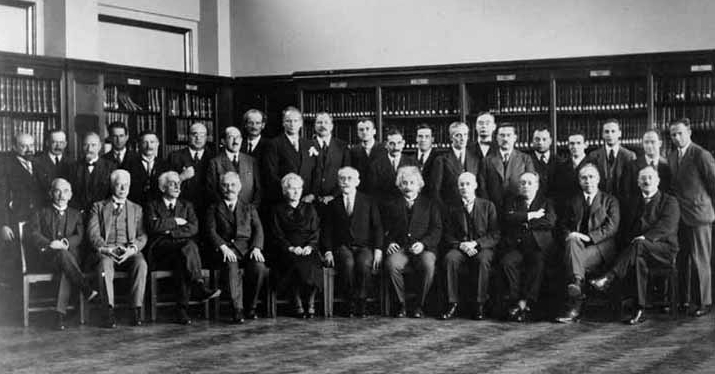
Sixième Congrès Solvay de physique, 1930.
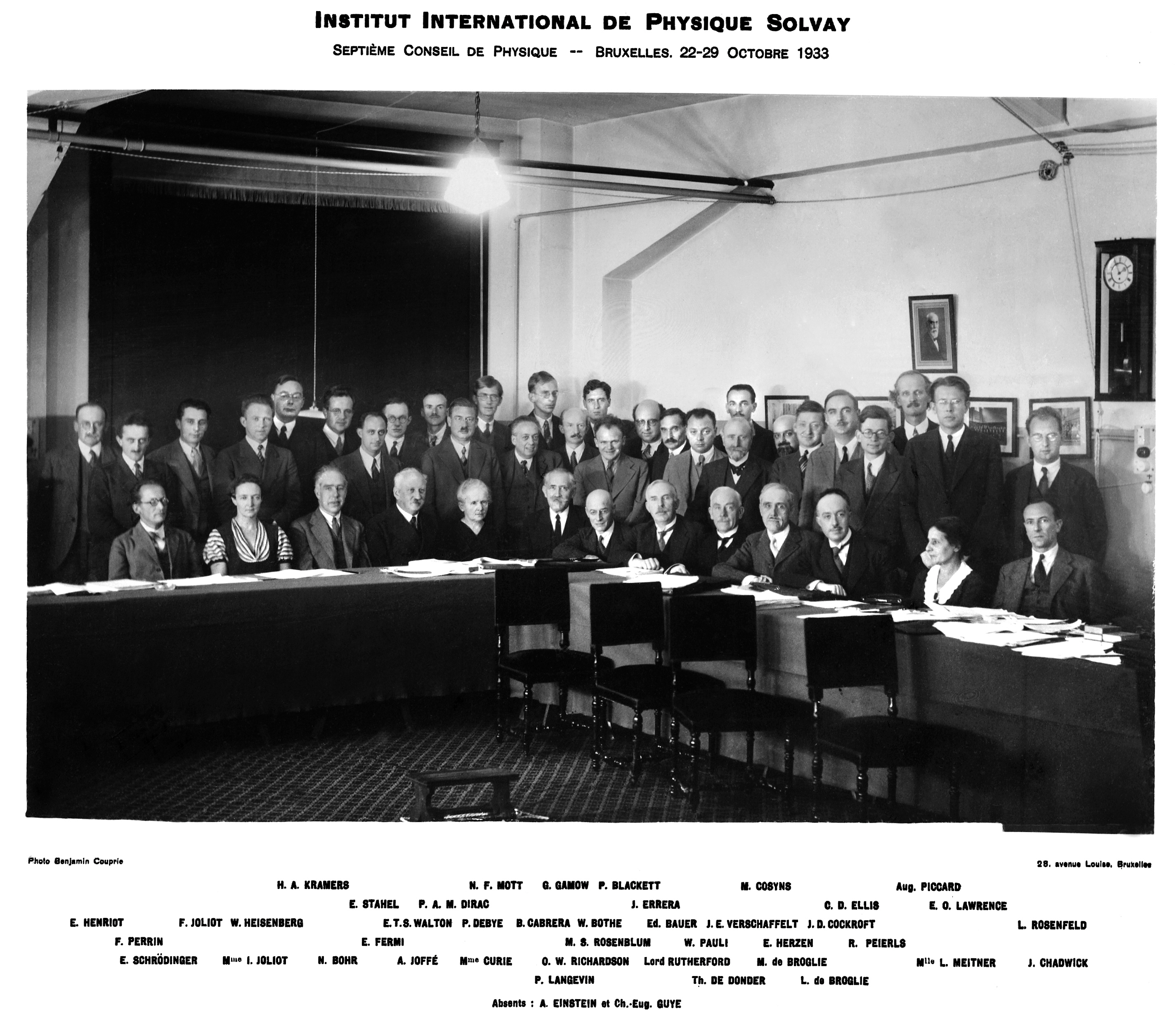
Septième Congrès Solvay de physique, 1933.

## Conseils Solvay de chimie
Le premier conseil de chimie se tint en 1922. Vingt-cinq en tout ont été organisés, à Bruxelles pour la plupart.
| N° | Année | Thème                                                                                                | Président                                                                        |
| -- | ----- | --- | -------------------------------------------------------------------------------- |
| 1  | 1922  | Cinq Questions d'Actualité                                                                           | William Jackson Pope (Cambridge)                                                 |
| 2  | 1925  | Structure et Activité Chimique                                                                       | William Jackson Pope (Cambridge)                                                 |
| 3  | 1928  | Questions d'Actualité                                                                                | William Jackson Pope (Cambridge)                                                 |
| 4  | 1931  | Constitution et Configuration des Molécules Organiques                                               | William Jackson Pope (Cambridge)                                                 |
| 5  | 1934  | L'oxygène, ses réactions chimiques et biologiques                                                    | William Jackson Pope (Cambridge)                                                 |
| 6  | 1937  | Les vitamines et les Hormones                                                                        | Frédéric Swarts (Gand)                                                           |
| 7  | 1947  | Les Isotopes                                                                                         | Paul Karrer (Zurich)                                                             |
| 8  | 1950  | Le Mécanisme de l'Oxydation                                                                          | Paul Karrer (Zurich)                                                             |
| 9  | 1953  | Les Protéines                                                                                        | Paul Karrer (Zurich)                                                             |
| 10 | 1956  | Quelques Problèmes de Chimie Minérale                                                                | Paul Karrer (Zurich)                                                             |
| 11 | 1959  | Les Nucléoprotéines                                                                                  | Alfred Rene Ubbelohde (Londres)                                                  |
| 12 | 1962  | Transfert d’Énergie dans les Gaz                                                                     | Alfred Rene Ubbelohde (Londres)                                                  |
| 13 | 1965  | Reactivity of the Photoexcited Organic Molecule                                                      | Alfred Rene Ubbelohde (Londres)                                                  |
| 14 | 1969  | Phase Transitions                                                                                    | Alfred Rene Ubbelohde (Londres)                                                  |
| 15 | 1970  | Electrostatic Interactions and Structure of Water                                                    | Alfred Rene Ubbelohde (Londres)                                                  |
| 16 | 1976  | Molecular Movements and Chemical Reactivity as conditioned by Membranes, Enzymes and other Molecules | Alfred Rene Ubbelohde (Londres)                                                  |
| 17 | 1980  | Aspects of Chemical Evolution                                                                        | Alfred Rene Ubbelohde (Londres)                                                  |
| 18 | 1983  | Design and Synthesis of Organic Molecules Based on Molecular Recognition                             | Ephraim Katchalski (Rehovot) Vladimir Prelog (Zurich)                            |
| 19 | 1987  | Surface Science                                                                                      | Frederik W. de Wette (Austin)                                                    |
| 20 | 1995  | Chemical Reactions and their Control on the Femtosecond Time Scale                                   | Pierre Gaspard (Bruxelles)                                                       |
| 21 | 2007  | From Noncovalent Assemblies to Molecular Machines                                                    | Jean-Pierre Sauvage (Strasbourg)                                                 |
| 22 | 2010  | Quantum Effects in Chemistry and Biology                                                             | Graham Fleming (Berkeley)                                                        |
| 23 | 2013  | New Chemistry and New Opportunities from the Expanding Protein Universe                              | Kurt Wüthrich (ETH Zurich)                                                       |
| 24 | 2016  | Catalysis in Chemistry and Biology                                                                   | Kurt Wüthrich (ETH Zurich) Robert Grubbs (Caltech, USA)                          |
| 25 | 2019  | Computational Modeling: From Chemistry to Materials to Biology                                       | Kurt Wüthrich (ETH Zurich) Bert Weckhuysen (en) (Université d'Utrecht, Pays-Bas) |

## Le cinquième Conseil

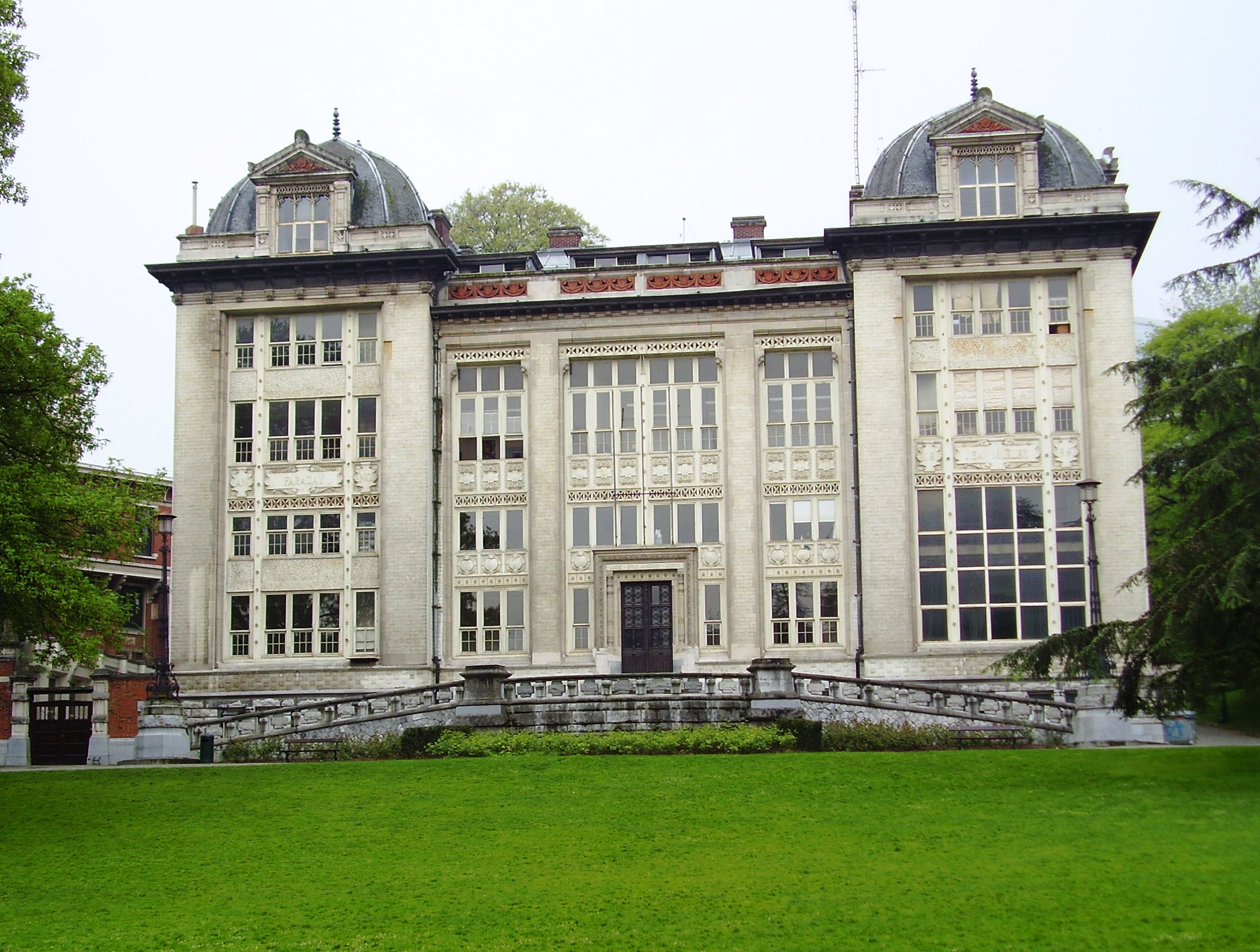
Ancien institut de physiologie, siège du 5e Congrès Solvay en 1927.

Le Conseil le plus connu fut probablement le cinquième Conseil international Solvay, en octobre 1927, dont le thème intitulé « Électrons et Photons » portait principalement sur la mécanique quantique : dix-sept des vingt-neuf personnalités présentes à ce congrès (soit plus de la moitié) étaient ou allaient devenir lauréates du prix Nobel,.
C'est à cette occasion qu'eurent lieu les échanges entre les représentants de l'« école de Copenhague » (Bohr, Heisenberg, Ehrenfest, etc.), partisans d'une mécanique quantique probabiliste, et d'autres physiciens (Einstein, Schrödinger, de Broglie notamment), adeptes d'une approche à caractère déterministe. 
Ce fut le début d'une longue controverse d'une vingtaines d'années entre les deux principaux protagonistes (débats Bohr-Einstein).
Ce congrès se déroula à l'Institut de physiologie du parc Léopold, devenu en 1931 principal bâtiment du lycée Émile Jacqmain, près du Parlement européen à Bruxelles.
Cinq rapports furent présentés lors de ce congrès. Le lundi 24 octobre, William Lawrence Bragg présenta un rapport le matin sur l'intensité de la réflexion des rayons X. Le même jour, l’après-midi, Arthur Compton présenta un rapport sur l'incapacité de la théorie électromagnétique du rayonnement à rendre compte de l'effet photoélectrique et de l'augmentation de la longueur d'onde des rayons X lors de leur diffusion par des électrons (diffusion Compton).
L'après-midi du mardi 25 octobre, ce fut au tour de Louis de Broglie de présenter une communication sur « la nouvelle dynamique des quanta » en présentant sa théorie de l'onde pilote.
Le mercredi 26 octobre, le matin, Max Born et Werner Heisenberg présentèrent une communication conjointe divisée en quatre parties : formalisme mathématique, interprétation physique, principe d'incertitude et applications de la mécanique quantique. Born présenta les deux premières parties et Heisenberg les deux autres. L’après-midi du même jour, Erwin Schrödinger présenta un rapport sur la mécanique ondulatoire. 